# Giáo hoàng Grêgôriô VI
Grêgôriô VI (Latinh: Gregorius VI) là vị giáo hoàng thứ 147.
Theo niên giám tòa thánh năm 1806 thì ông đắc cử Giáo hoàng năm 1044 và ở ngôi Giáo hoàng trong 2 năm 9 tháng. Niên giám tòa thánh năm 2003 xác định triều đại của Giáo hoàng Gregory VI kéo dài từ ngày 5 tháng 5 năm 1045 cho tới ngày 20 tháng 12 năm 1046.
Giáo hoàng Gregorius sinh tại Rôma. Người ta không biết về ngày sinh của ông. Ông là thành viên của gia đình Pierleoni. Có lẽ ông đã mua chức vụ Giáo hoàng của Biển Đức IX, là vị Giáo hoàng bị nhiều tranh cãi vào tháng 5 năm 1045.
Đức Greogory ngay lập tức bắt tay vào việc đổi mới các tập tục và lập lại trật tự ở Rôma, những hậu quả do triều Giáo hoàng của Benedictus IX để lại. Ông đã thiết lập quân đội Giáo hoàng đầu tiên với mục đích giải phóng và bảo vệ lãnh thổ của Giáo hội. Ông đích thân cầm quân chống các cuộc xâm lăng để bảo vệ giáo triều.
Các sử gia đã ghi lại trong năm 1046, đã có ba người tranh giành ngôi Giáo hoàng, nhưng Hoàng Đế Henry đã đến Roma và dàn xếp vấn đề bởi vì nhà vua nghĩ rằng phải cần thiết đến một triều đại Giáo hoàng kiên quyết để làm một cuộc cải tổ.
Gregory VI đã triệu tập công đồng Sutri. Sylveter III bị lên án nhưng Gregory VI cũng không thể phủ nhận rằng ông đã có được chiếc mũ ba tầng là bằng sự mạn thánh; Ông bị cưỡng bách từ chức Giáo hoàng, Đức Greogry tự đi nghỉ hưu ở tu viện Cluny, tại đây ông được giúp đỡ bởi Hildebrand Soana, về sau là Đức Gregory VII, cho đến mãn đời.